# Macleaya microcarpa
Macleaya microcarpa là một loài thực vật có hoa trong họ Anh túc. Loài này được (Maxim.) Fedde mô tả khoa học đầu tiên năm 1905.

## Hình ảnh

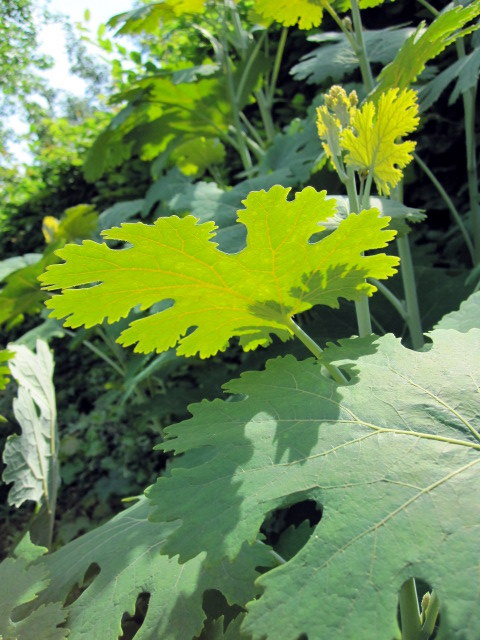
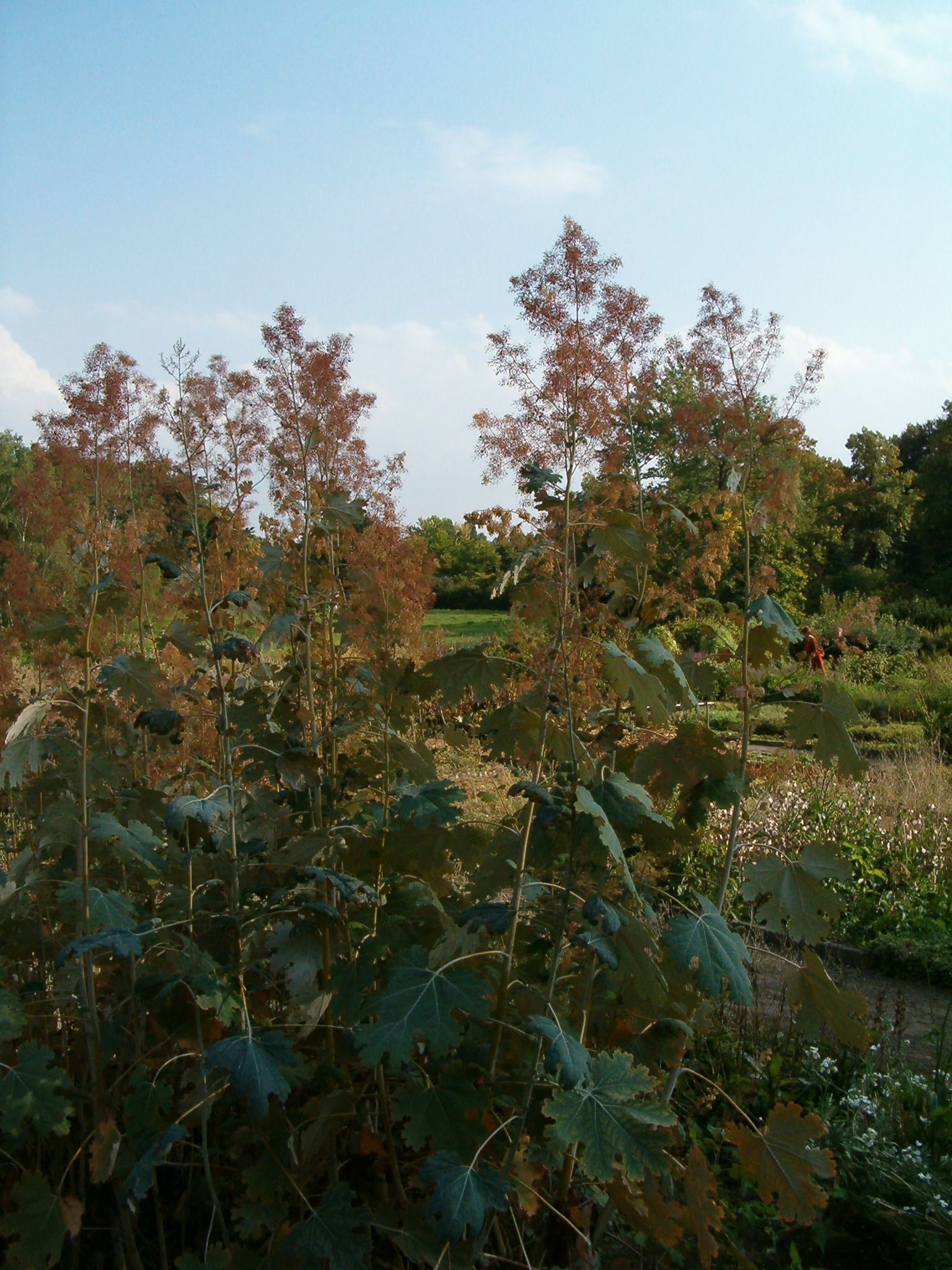